# Abfallberatung
Die Abfallberatung ist eine Form der Beratung mit dem Ziel, mit Hilfe von Vorträgen, Texten, per Telefon oder per E-Mail Anleitungen zur Abfallvermeidung, zur Abfalltrennung oder zur Lösung sonstiger Problemstellungen der Abfallwirtschaft zu geben.
Abfallberatung sollte nicht mit der Öffentlichkeitsarbeit von abfallwirtschaftlichen Betrieben und Unternehmungen verwechselt werden.